# Доктрина одного відсотка
Доктрина одного відсотка (ISBN 0-7432-7109-2) — документальна книга журналіста, лауреата Пулітцерівської премії Рона Саскінда про полювання Америки на терористів з 11 вересня 2001 року. 24 липня 2006 року він досяг 3 місця в списку бестселерів New York Times.
У ньому оцінюється те, як американські антитерористичні агентства працюють над боротьбою з терористичними групами. У наративі Рона Саскінда критикує адміністрацію Буша за формулювання своєї політики щодо тероризму на основі політичних цілей, а не геополітичних реалій.
Назва походить від історії з книги, в якій віце-президент Дік Чейні описує доктрину адміністрації Буша щодо боротьби з тероризмом:
| Ліві лапки | If there's a 1% chance that Pakistani scientists are helping al-Qaeda build or develop a nuclear weapon, we have to treat it as a certainty in terms of our response. It's not about our analysis ... It's about our response. | Праві лапки |

## Резюме
Доктрина «Один відсоток» (також називається доктриною Чейні) була створена в листопаді 2001 року (точна дата не вказана) під час брифінгу, проведеного тодішнім директором ЦРУ Джорджем Тенетом і неназваним доповідачем віце-президенту США Діку Чейні, а потім — Радник з питань національної безпеки Кондоліза Райс у відповідь на занепокоєння, що пакистанський вчений пропонував Аль-Каїді експертизу ядерної зброї після терористичного нападу 11 вересня 2001 року. Відповідаючи на думку про те, що «Аль-Каїда» може захотіти придбати ядерну зброю, Чейні зауважив, що США мають протистояти новому типу загрози, «події з низькою ймовірністю та великим впливом», як він це описав.
Саскінд розрізняє дві групи, які беруть участь у боротьбі з тероризмом: «знатні люди», ті, хто говорить з нами про загрозу тероризму (Буш, Чейні, Кондоліза Райс та ін.), і «невидимі», ті, хто бореться з терористами (аналітики ЦРУ, агенти ФБР та всі інші піхотинці).